# Кхара
Кхара — герой древнеиндийского эпоса «Рамаяна», ракшаса-людоед, младший брат демонического правителя Ланки Раваны. После того, как сестра Раваны Шурпанакха подверглась унижению от руки Рамы, Кхара атаковал Раму и погиб в поединке.